# Chiesa di San Giovanni (Berlino-Moabit)
La chiesa di San Giovanni (in tedesco Johanniskirche) è una chiesa evangelica di Berlino, sita nel quartiere di Moabit.
Rappresenta una delle quattro cosiddette «chiese suburbane berlinesi» progettate secondo uno schema comune dall'architetto Karl Friedrich Schinkel nei nuovi quartieri popolari della periferia settentrionale; in considerazione della sua importanza storica e architettonica, è posta sotto tutela monumentale (Denkmalschutz).